# Zvolen
Zvolen (phát âm (trợ giúp • thông tin); tiếng Hungary: Zólyom, tiếng Đức: Altsohl là một thành phố ở miền trung Slovakia, nằm trên ngã ba sông Hron và Slatina, gần Banská Bystrica Với lâu đài cổ xưa của nó, thành phố có một trung tâm lịch sử. đại diện cho thủ phủ của một okres (huyện Zvolen).

## Lịch sử
Zvolen có con người sinh sống kể từ giai đoạn đầu thời kỳ đồ đá. Trong thế kỷ thứ 9, khu định cư Slavic (ngày nay là khu phố Môťová) đã trở thành một trung tâm khu vực mà ngày nay là trung tâm Slovakia. Zvolen vẫn là thủ phủ của huyện Zólyom cho đến khi thập niên 1760. Trong thế kỷ 11 và 12, một trong những lâu đài thời Trung cổ lớn nhất ở châu Âu, Pustý hrad, được xây dựng. Thị trấn, ban đầu được xây dựng dưới lâu đài, nằm trên một tuyến đường thương mại quan trọng (qua Magna) từ Buda Kraków. Zvolen được cấp đặc quyền thị trấn bởi vua Béla IV trong thập niên 1230 là một trong những thành phố đầu tiên ở Vương quốc Hungary. Các đặc quyền được xác nhận vào ngày 28 tháng 12 năm 1243, sau khi tài liệu gốc đã bị phá hủy trong chiến tranh. Sau đó, vua Louis Đại đế xây dựng một lâu đài mới, mà đã trở thành một khu du lịch săn bắn phổ biến của các vị vua Hungary. Mary và hoàng đế Sigismund tổ chức kỷ niệm đám cưới của họ năm 1385.
Trong 1848-49, Ľudovít Štúr là một thành viên của nghị viện, với Zvolen như bầu cử ra mình. Năm 1871-1872, hai đường sắt mới được xây dựng và Zvolen đã trở thành một trung tâm đường sắt và trung tâm công nghiệp quan trọng. Zvolen đóng một vai trò quan trọng trong cuộc khởi nghĩa dân tộc Slovakia. Hai con tàu bọc thép của nó, mà đã được thực hiện trong các nhà máy sản xuất đường sắt địa phương, Hurban và Štefánik có thể được nhìn thấy ở gần lâu đài Zvolen.
Zvolen là một đường sắt quan trọng, một trung tâm đường quan trọng và có một nhà máy sản xuất gỗ lớn và một trường đại học kỹ thuật. Một sân bay ở gần đó Sliač cung cấp cho các chuyến bay trực tiếp đến Prague. Quảng trường thành phố đã được hiện đại hóa vào năm 2002 và các doanh nghiệp địa phương được phổ biến với khách du lịch. Trong mùa đông, một sân băng được xây dựng ở trung tâm và các lễ kỷ niệm lễ hội chạy suốt tháng mười hai.

## Nhân khẩu
| Năm            | 1994   | 2004   | 2014   | 2024   |
| -------------- | ------ | ------ | ------ | ------ |
| Số lượng người | 44.163 | 43.272 | 43.047 | 39.175 |
| Sự khác biệt   |        | −2,01% | −0,51% | −8,99% |

| Năm            | 2023   | 2024   |
| -------------- | ------ | ------ |
| Số lượng người | 39.453 | 39.175 |
| Sự khác biệt   |        | −0,70% |

Zvolen có dân số 43.147 (31 tháng 12 năm 2005). Theo điều tra dân số năm 2001, 95,9% cư dân là người Slovakia và 1,2% người Séc. Thành phần tôn giáo gồm 52,5% người Công giáo La Mã, 26,4% không theo tôn giáo, và Lutheran 15%. 

## Nhân vật nổi bật
- Bálint Balassi, nhà thơ và nhà quý tộc
- Karol Beck, tay vợt
- Jozef Cíger-Hronský, nhà văn
- Jan Lašák, cầu thủ hockey trên băng
- Vladimír Maňka, chính trị gia
- Vladimír Mečiar, chính trị gia
- František Velecký, diễn viên